# Erna Sørensen
Erna Bertha Cecilie Sørensen, född Christensen 19 september 1896 på Frederiksberg, död 18 januari 1980 i Hørsholm, var en dansk advokat, kvinnosakskämpe och politiker (Det Konservative Folkeparti). Hon var folketingsledamot 1945–1965. Från 1955 var hon riddare av Dannebrogsorden.
Erna Sørensen var dotter till smedmästaren Erik Peter Christensen (1855–1930) och Anna Andreasen (1862–1927). Hon studerade juridik vid Köpenhamns universitet, tog examen 1921 och blev auktoriserad advokat 1924. Hon gifte sig med revisorn Marius Sørensen 1924 och fick med honom två döttrar. Hon blev hemmafru och passade barnen tills de blivit stora. Hon upprättade därefter en egen advokatfirma 1933 och blev advokat i Østre Landsret 1952. Hon började engagera sig politiskt 1941, då hon blev ledamot i Det Konservative Folkepartis nomineringsgrupp i Köpenhamn och Frederiksberg, och kandiderade till Köpenhamns Borgerrepræsentation (Köpenhamns kommunfullmäktige) 1943. Hon blev assessor i Köpenhamns kommun samma år. Hon blev invald i Folketinget 1945 och var en av partiets tre kvinnliga representanter (de andra var Oda Christensen och Gudrun Hasselriis). Hon blev omvald 1947 men blev då partiets enda kvinnliga representant, och fick därmed ta sig an familje- och kvinnofrågorna.
Inom partiet var Sørensen ledamot i partistyrelsen från 1945 och ledamot i det verkställande utskottet för partiets nomineringsgrupp i Köpenhamn och Frederiksberg från 1950. Hon var även ordförande av partiets kvinnoförbund, Danske Kvinders konservative Forening (1951–1966), som hon sedan blev hedersmedlem i. Hon var engagerad i kvinnorörelsen och var under en period ordförande av Dansk Kvindesamfund (1949–1951). Hennes viktigaste frågor rörde lika rättigheter och möjligheter mellan könen inom politik och utbildning, samt att kvinnor skulle erbjudas möjligheten till deltidsarbete. I Folketingets löneutredning för statsanställda tjänstemän (1954–1958) arbetade hon för att principen ”lika lön för lika arbete” skulle gälla. Hon satt även med i den kommitté som bl.a. behandlade abortfrågan (1951–1954), där hon motsatte sig att abort skulle kunna genomföras på sociala grunder. Hon gick dock in för en viss ersättning till ensamstående mödrar, anställning av fler sjuksköterskor och förbättringar av mödrahjälpen.
Bland hennes övriga uppdrag kan nämnas att hon var styrelseledamot i Kongeriget Danmarks Hypothekbank (1954–1966) och vice president för Danske Erhvervskvinders Klubber (1947–1959).